# From the Screen to Your Stereo Part II
From the Screen to Your Stereo Part II è un album di cover dei New Found Glory, pubblicato nel 2007.

## Il disco
L'album è uscito nei negozi il 18 settembre 2007, seguito l'EP del 2000 From the Screen to Your Stereo. Tutte le tracce sono cover di colonne sonore di film. La versione statunitense (priva di Hungry Eyes, cover del brano di Eric Carmen che fa parte della colonna sonora di Dirty Dancing) è stata pubblicata online il 6 settembre.

## Tracce
1. Kiss Me - 2:55
  - da Kiss Me, eseguita originariamente da Sixpence None the Richer
2. It Ain't Me Babe (ft. Sherri Gilbert degli Eisley) - 2:47
  - da Quando l'amore brucia l'anima, eseguita originariamente da Bob Dylan
3. The Promise (ft. Chris Carrabba dei Dashboard Confessional) - 3:40
  - da Napoleon Dynamite, eseguita originariamente dai When in Rome
4. King of Wishful Thinking (ft. Patrick Stump dei Fall Out Boy) - 3:40
  - da Pretty Woman, eseguita originariamente dai Go West
5. Stay (I Missed You) (ft. Lisa Loeb) - 2:42
  - da Giovani, carini e disoccupati, eseguita originariamente da Lisa Loeb
6. Lovefool (ft. Adam Lazzara dei Taking Back Sunday) - 2:56
  - da Romeo + Giulietta di William Shakespeare, eseguita originariamente dai the Cardigans
7. Iris (ft. Will Pugh dei Cartel)- 3:15
  - da La città degli angeli, eseguita originariamente dai Goo Goo Dolls
8. Don't You (Forget About Me) - 4:02
  - da Breakfast Club, eseguita originariamente dai Simple Minds
9. J'y Suis Jamais Allé - 1:32
  - da Amélie, eseguita originariamente da Yann Tiersen
10. Crazy for You (ft. Max Bemis dei Say Anything) - 3:20
  - da Vision Quest, eseguita originariamente da Madonna
11. Head over Heels - 3:29
  - da Donnie Darko, eseguita originariamente da i Tears for Fears

Traccia bonus nell'edizione giapponese e iTunes
1. Hungry Eyes - 2:52

## Formazione
- Jordan Pundik – voce
- Chad Gilbert – chitarra solista, voce secondaria
- Steve Klein – chitarra ritmica
- Ian Grushka – basso
- Cyrus Bolooki – batteria

Altri musicisti
- Max Bemis – voce in Crazy for You
- Adam Lazzara – voce in Lovefool
- Lisa Loeb – voce in Stay
- Chris Carrabba – voce in The Promise
- Patrick Stump – voce in The King of Wishful Thinking
- Will Pugh – voce in Iris
- Stacy DuPree – voce in It Ain't Me Baby
- Sherri Gilbert – voce in It Ain't Me Baby
- Michael Bethancourt – tastiera